# Велопробег в Страсбург
Велопробег в Страсбург — часть Антикоррупционных протестов в Сербии и акция протеста организованная студентами из Сербии, которые едут на велосипедах из Нови-Сада в Страсбург, где находится Совет Европы, основанный в 1949 году с целью защиты прав человека, демократии и верховенства закона, и является местом расположения Европейского суда по правам человека.

## Предыстория
Возглавляемые студентами блокады в Сербии начались в знак протеста против нападений на студентов, произошедших во время 15-минутной акции молчания из-за обрушения навеса на железнодорожной станции Нови-Сад 1 ноября 2024 года, в результате которого погибло 16 человек и детей, а также против бездействия сербских учреждений, их нарушений и коррупции. Железнодорожная станция была построена в 1964 году, а реконструкция была завершена в 2024 году, в том же году, когда произошло обрушение, что указывает на многочисленные нарушения в работах и в самой системе.
Студенты, участвовавшие в блокаде, организовали многочисленные крупные протесты в Нови-Саде, Крагуеваце и Нише. И один из крупнейших протестов в истории в Белграде. Они месяцами шли пешком до упомянутых городов, проходя через менее населенные места, а некоторые ехали на велосипедах.
Они ссылались на нарушение прав человека и отсутствие реакции со стороны компетентных учреждений, как на причину велосипедной акции в Страсбурге. Их миссия, по их словам, заключается в том, чтобы «мир узнал правду о Сербии», а также чтобы европейские институты отреагировали и оказали давление на сербские власти.
Они также намеревались привлечь внимание мировых СМИ, наладить международное студенческое сотрудничество со студентами университетских городов, через которые они проезжают, и «проявить настойчивость в борьбе за справедливость».

## Маршрут и план действий

### Маршрут и план действий
Маршрут включал выезд из Нови-Сада 3 апреля 2025 года, за 24 часа до Дня студента, который ежегодно отмечается в Сербии, а затем окончательное прибытие в Страсбург 15 апреля.
Восемьдесят студентов планировали проехать через такие города, как Суботица, Будапешт, Линц и Мюнхен, а в Вене их ожидал особый прием из-за сербской диаспоры.
Рассчитывалось, что студенты будут проезжать более 100 километров в день, в общей сложности преодолев более 1400 километров.
Уже на месте, они планировали представить в Совет Европы документы и отчёты о нарушениях прав человека в Сербии. Кроме того, они обратятся к Европейскому союзу, Европейскому парламенту, Европейской комиссии, Генеральному директорату по вопросам демократии и человеческого достоинства и Агентству ЕС по основным правам. Студенты поделились информацией о том, что с ними связались члены Европейского парламента, которые выразили готовность приветствовать студентов.

### Сопровождение
Студентов будет сопровождать дорожная полиция, автомобиль который будет ехать перед ними, и велосипедист-кардиостимулятор, который должен задавать темп, а также несколько отечественных и зарубежных СМИ. Их также сопровождает фургон с припасами и группа врачей медицинского факультета Нови-Садского университета и Клинического центра Воеводины.

### Состав
Пятую часть от общего числа велосипедистов составляли девушки, а большинство — студенты факультета спорта и физкультуры, которые уже совершали подобные поездки в сербские города. Среди них были представители университетов Нови-Сада, Белграда, Ниша и Крагуеваца. Вместе со студентами в велопробеге принимали участие также президент Коллегии адвокатов Воеводины Владимир Белянский, репортёр TV Nova Радован Сератлич и старшеклассник из Сомбора.
Для проверки физической подготовки участников были проведены тестовые заезды в разных городах Сербии.

## Финансирование
Граждане собирали пожертвования для велосипедистов, изначально деньги передавались наличными исключительно в ректорат Нови-Садского университета, а затем был открыт банковский счет.
Специальная кампания по сбору пожертвований под названием «Колеса за колеса» была проведена сербскими велосипедистами и фермерами.